# 尾張久次
尾張 久次（おわり ひさつぐ、1910年2月27日 - 1985年1月3日 ）は、プロ野球スコアラー第1号といわれる人物である。

## 来歴・人物
大阪府西成郡（現在の大阪市西淀川区）生まれ。珍しい「尾張姓」のルーツは愛知県中村あたりの農村という。父は堂島で相場師として生計を立てていた。久次は尋常小学校卒で、その後は香具師の叔父の元で徒弟生活を送る。野球未経験であったが、鳴尾球場でよく中等野球を観戦していて野球に関係した仕事がしたいと、1927年19歳の時、印刷工として大阪毎日新聞社に入社する。当時の新聞印刷の現場は、600度近い鉛の炉が三つ、16キロの鉛版を肩に輪転機に運ぶ、轟音と油、インクに塗れた重労働であった。但し給料は良かった。1944年海軍に応召し、呉海兵団に入団後、海軍陸戦隊に配属され、大阪海兵団に就く。同期で広島県大竹海兵団と神奈川県武山海兵団に配属された者は、南方作戦に赴く途中、船が撃沈され全滅した。終戦後復社。戦後の1949年、異例の印刷工場から編集局に配置転換、運動部の記者となり『スポーツ毎日』などを手掛ける。
仕事が暇で業務の傍ら、膨大な資料を研究して、選手ごとの得意な球種や打席など傾向を調べ上げる。当時の野球は"カン"が全てで、また各球団の選手査定も、球団代表が新聞の切り抜きを示して「お前は最終的に何割打ったからなんぼ、何勝あげたからなんぼ」というようないい加減なものだったから、一年分の統計を取ると、同じヒットで、同じ一勝でも価値のあるものとそうじゃないものとが、数字ではっきり出て、ピッチャーとバッターの相性も分かった。こうしたことに疑問を持ち、その話を南海ホークス監督の鶴岡一人にしたら、「これからの野球は"カン"も大事だが、数字の収集と分析で、新しい戦術が生まれるだろう」と鶴岡に勧められ、1954年、45歳の時に初めてチームの専属スコアラーとして南海に採用された。当時のプロ野球はマネージャーがスコアブックを付けてはいたが、選手交代にミスのないための記録整理に過ぎなかった。尾張は毎試合の南海のホームゲームのスコアをつけ、鶴岡に報告、鶴岡はそれをミーティングの材料にした。他球団の分析である、所謂先乗りスコアラー登場は1962年以後で、考案者は尾張でなく、川上哲治といわれる。尾張の資料は「尾張メモ」と呼ばれ、南海の黄金時代を築くのに大きく貢献した。
またデータ野球の元祖となった尾張は惜しげもなくそのノウハウを他人にも教え、球界全体の発展にも大きく貢献した。最初に教えたのは中日の大島信雄で、1955年に自宅に訪ねて来たので仕事内容を全て説明した。以後もほとんどの球団が尾張に教えを請いに来た。来なかったのは巨人と大洋だけという。南海に29年在籍した後、監督が野村克也から広瀬叔功に代わった1978年、野村派と見られていた尾張も南海をクビになる。1979年5月、西武ライオンズの坂井保之球団代表に誘われ西武へ移籍。当時西武には先乗りスコアラーがいなかった。根本陸夫監督は、勝つことよりチームの基礎づくりに重点を置き、あまり重用してくれなかったが、広岡達朗監督、森昌彦コーチ（共に1982年就任）は尾張のデータを非常に重要視した。広岡や森は尾張のデータを見て「（両者の古巣・）巨人でもこんな膨大なデータはやってないよ」と驚いたという。1983年退任。
「スコアラー」という言葉は、蔭山和夫から「尾張さんのような仕事は何と言うのですか?」と尋ねられた際に、蔭山が「大リーグの場合は公式記録員のことをオフィシャル・スコアラーと言うらしいですから。尾張さんもスコアをつける人だから」と言われたのを機に、尾張自ら「スコアラー」と名乗るようになったという。南海入団当時は「スコアラー」という言葉も尾張のような仕事をする人もいなかったため、球団も仕事内容が分からず、契約という形は取ってもらえず、球団職員としての転職であった。親会社南海電鉄の新入社員並みの扱いとなって、毎日新聞時代より給料が下がり、仕事を認められるまでは毎日新聞の退職金でまかなった。また当初は自チームの選手から、オレたちのプレーをチェックして球団に報告するスパイではと疑われたという。野村克也は尾張メモについて「あれは相手を分析して戦力に生かすより、自分たちの契約更新時の査定用に導入したんです。毎年、契約でもめごと起こるから、きちんとした資料を作って役立てようということでね。だから実際ミーティングなんて日本シリーズ前にやるぐらいだったしその内容も柴田、真っすぐに強いから変化球をほうっておけ、土井、一発はないから思い切っていけ。王、ホームランだけは打たれるな、これじゃあ、何も参考にならない」と述べている。

## 著書
- 『「尾張メモ」の全貌』講談社、1984年。ISBN 4-06-132119-6。